# Scott Hahn
Scott Hahn (ur. 28 października 1957) – teolog katolicki i apologeta, były pastor, który porzucił prezbiterianizm, autor licznych publikacji nt. Kościoła katolickiego. Do najbardziej znanych jego książek należą W domu najlepiej - nasza droga do Kościoła katolickiego (oryg. Rome sweet home) oraz Uczta Baranka: Msza św. jako niebo na ziemi. Wykłada na Uniwersytecie Franciszkańskim w Steubenville.

## Konwersja na Katolicyzm
Pod wpływem lektury i analizy dzieł Ojców Kościoła oraz Pisma świętego doszedł do wniosku, że naukę Chrystusa w pełni głosi Kościół katolicki, do którego przystąpił na Wielkanoc 1986 roku. Później katoliczką została także jego żona Kimberly.
Od tamtego czasu zaangażowany w upowszechnianie i apologię wiary katolickiej. Jest założycielem i prezesem Centrum Teologii Biblijnej im. Świętego Pawła. Związany jest również ze stacją telewizyjną EWTN.

## Opus Dei
Od ponad 27 lat Hahn angażuje się w działalność prałatury personalnej Opus Dei jako supernumerariusz. Z Prałaturą zetknął się po raz pierwszy, gdy czytane przez niego Pismo św. i dzieła Ojców Kościoła przybliżyły go do Kościoła katolickiego. Gdy zaczynał studia teologiczne na Uniwersytecie Marquette w Milwaukee, liczył, że rozwieje tam swe wątpliwości dotyczące prawdziwości katolickiego nauczania. W czasie studiów nawiązał przyjaźnie z członkami Opus Dei, którzy zaimponowali mu swą znajomością Biblii oraz realizacją powołania chrześcijańskiego w codziennych trudach życia. W jednej ze swoich książek Hahn pisze:
Opus Dei stało się dla mnie drogowskazem, światłem latarni morskiej, obiecującym koniec mojej długiej wędrówki i pierwszym skrawkiem ziemi, której doświadczyłem tylko w książkach. Istniało wówczas, jak i dotąd istnieje, wiele ruchów i instytucji w Kościele. Ale Opus Dei, z wielu powodów, było takim miejscem, gdzie poczuć się mogłem jak u siebie w domu.

## Książki Scotta Hahna
Scott Hahn napisał m.in.:
1. Scott i Kimberly Hahn, W domu najlepiej. Nasza droga do Kościoła katolickiego (Rome Sweet Home), przeł. Mira Majdan, Warszawa, Wydaw. Księży Marianów, 2009, wyd. 2., ISBN 978-83-7502-148-6 (Świadectwa)
2. Catholic for a Reason (razem z Leonem Suprenantem), Emmaus Road Publishing, 1998. ISBN 0-9663223-0-4
3. A Father Who Keeps His Promises, Servant Publications, 1998. ISBN 0-89283-829-9
4. Uczta Baranka. Eucharystia - niebo na ziemi (ang. The Lamb's Supper: The Mass as Heaven on Earth), Edycja Świętego Pawła, Częstochowa 2013[2]. ISBN 978-83-7797-054-6
5. Maryja, Mama i Królowa (orygin. Hail, Holy Queen), Św. Paweł, 2015. ISBN 978-83-7797-512-1
6. Na początku jest miłość (ang. First Comes Love: Finding Your Family in the Church and the Trinity), Wydawnictwo Espe, Kraków 2012[3]. ISBN 978-83-7482-476-7.
7. Uzdrawiająca moc spowiedzi (ang. Lord Have Mercy: The Healing Power of Confession, Doubleday, 2003), Wydawnictwo AA Kraków 2015, ISBN 978-83-7864-920-5
8. Swear to God : The Promise and Power of the Sacraments, Doubleday, 2004. ISBN 0-385-50931-6
9. Moc Słowa w liturgii. Od tekstu pisanego do żywego słowa liturgii. (ang. Letter and Spirit: From Written Text to Living Word in the Liturgy), przeł. Piotr Blumczyński, Kraków, Salwator 2010. ISBN 978-83-7580-158-3
10. Zwyczajna praca, nadzwyczajna łaska. Moja duchowa droga z Opus Dei. (ang. Ordinary Work, Extraordinary Grace: My Spiritual Journey in Opus Dei), przeł. Piotr Blumczyński, Kraków, Salwator 2009. ISBN 978-83-7580-114-9
11. Przyczyny wiary: Jak rozumieć i wyjaśniać wiarę katolicką i jak występować w jej obronie (ang. Reasons to Believe: How to Understand, Explain, and Defend the Catholic Faith), przeł. Dorota Chabrajska, Kraków, Wydawnictwo Salwator, 2009. ISBN 978-83-7580-044-9
12. Znaki życia. 40 zwyczajów katolickich i ich korzenie biblijne, Św. Wojciech, Poznań 2012[4], ISBN 978-83-7516-425-1
13. Nieście i przyjmujcie Dobrą Nowinę. Wyzwania Nowej Ewangelizacji. (ang. Evangelizing Catholics a mission for the New Evangelization), przeł. Mariusz Biliniewicz, Św. Wojciech, Poznań 2015, ISBN 978-83-7516-754-2
14. Czwarty kielich. (ang. The Fourth Cup: Unveiling the Mistery of the Last Supper and the Cross), przeł. Dominika Krupińska, Wyd. Espirit, Kraków 2019, ISBN 978-83-66061-68-2
15. Ilustrowany świat Biblii. Przewodnik po Starym i Nowym Testamencie. (ang.: Understanding the Scriptures. A Complete Course on Bible Study), przeł. Jacek Partyka, Wydawnictwo Fronda, Warszawa 2020. ISBN 978-83-8079-521-1